# Olivier Messiaen

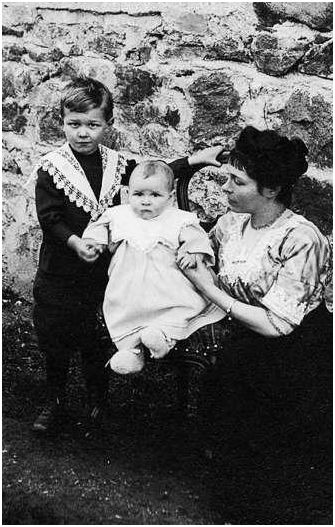
De vijfjarige Olivier Messiaen met broertje Alain en moeder Cécile Sauvage

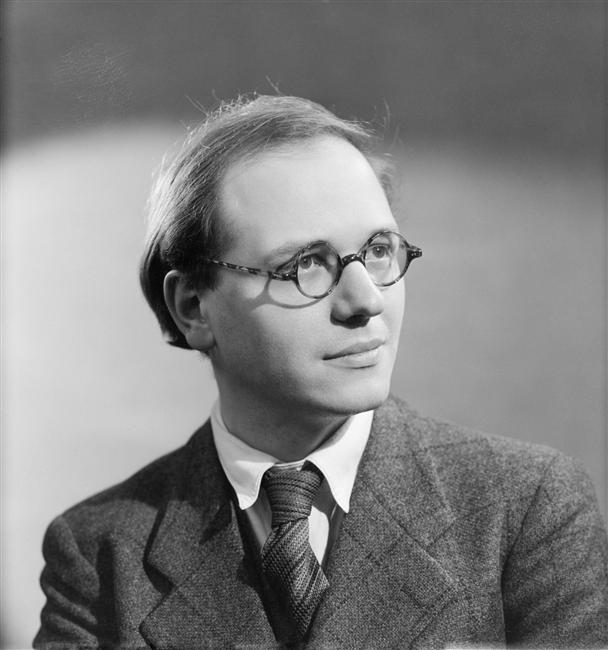
Messiaen in 1937

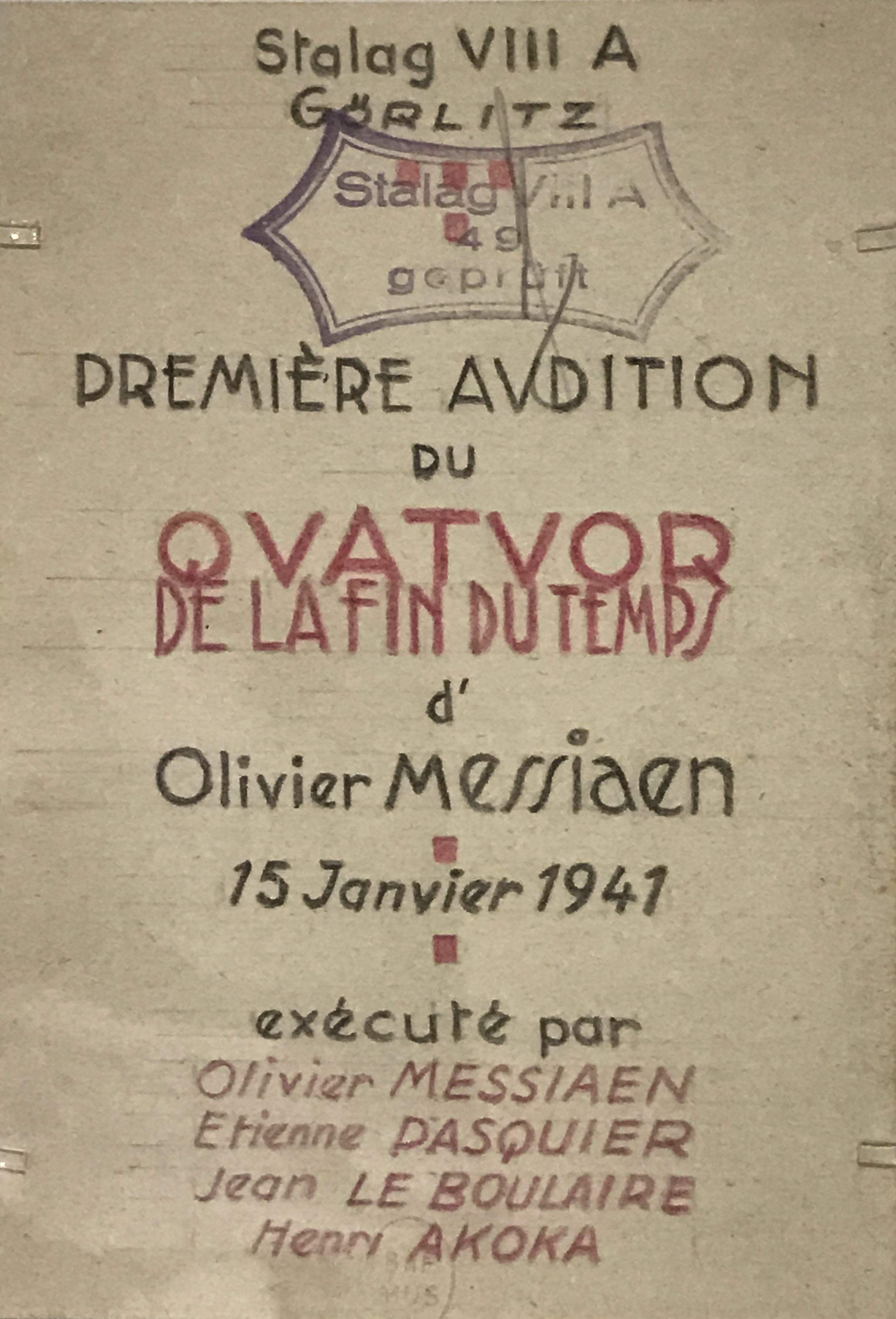
Titelblad Quatuor de (pour) la fin du temps, gespeeld in Stalag VIII A te Görlitz

Olivier Eugène Prosper Charles Messiaen (Avignon, 10 december 1908 – Clichy, 27 april 1992) was een Franse componist, organist en pianist. Hij geldt als een van de belangrijkste en invloedrijkste componisten van de twintigste eeuw, wiens onconventionele werk sterk beïnvloed is door de rooms-katholieke geloofsleer.

## Leven en werk

### Jeugd
Zijn moeder was de dichteres Cécile Sauvage. Zijn vader Pierre Messiaen, docent Engels afkomstig uit Zuid-Wervik, vertaalde Shakespeare in het Frans. Zijn jongere broer Alain Messiaen werd dichter.
Olivier Messiaen begon jong met componeren en ging op elfjarige leeftijd aan het Conservatoire de Paris studeren bij onder anderen Maurice Emmanuel, Charles-Marie Widor, Marcel Dupré en Paul Dukas. In 1931 werd hij op 22-jarige leeftijd aangesteld als organist-titularis van de Église de la Sainte-Trinité te Parijs, een post die hij tot aan zijn zou dood bekleden. Hij had er de beschikking over een drie-klaviersorgel, gebouwd door Aristide Cavaillé-Coll. In 1936 was hij met onder anderen André Jolivet medeoprichter van de muziekbeweging La Jeune France.
In 1940 werd hij bij Verdun krijgsgevangen gemaakt door de Duitsers. In het gevangenkamp te Görlitz schreef hij voor enkele toevallig aanwezige professionele instrumentalisten (een violist, een cellist en een klarinettist, met hemzelf als pianist) het introspectieve Quatuor pour la fin du temps, dat een van zijn meestgespeelde werken werd.

### Vogelzang
Messiaen was een overtuigde rooms-katholiek van West-Vlaamse afkomst. Zijn grootste inspiratiebron was de schoonheid van Gods schepping en dan met name het gezang van vogels. Dit verklaart ook zijn affiniteit met de heilige Franciscus van Assisi, aan wiens persoon hij de omvangrijke opera Saint François d'Assise heeft gewijd. Messiaen trok regelmatig de natuur in om vogelzang te noteren. In veel van zijn composities heeft hij vogelzang verwerkt. Titels als Abîme des Oiseaux (uit het 'Quatuor pour la fin du temps') en Oiseaux exotiques spreken voor zich. Hij heeft ook de zang van een groot aantal vogels getoonzet voor piano (Catalogue d'oiseaux). Ook in een van zijn laatste orkestwerken (Éclairs sur L'Au-delà...) zijn geluiden van vooral Australische vogelsoorten verwerkt.

### Muzikale vernieuwing
Messiaen ontwikkelde een persoonlijke muzikale taal, die hij uiteenzette in zijn Traité de mon langage musical. Daarin zijn vooral melodische en ritmische vernieuwingen te onderscheiden. Melodisch staan de modes à transpositions limitées (beperkt transponeerbare modi) centraal. Dat zijn toonreeksen die zichzelf overlappen als ze minder dan een octaaf getransponeerd worden.
Op het gebied van het ritme introduceerde hij ingewikkelde structuren uit Griekenland, India en het Verre Oosten, en hanteerde hij diverse eigen innovaties. Belangrijk zijn de valeur ajoutée (toegevoegde waarde) en de rythmes non-rétrogradables. Hij kende aan elke letter van het alfabet een toonhoogte en lengte toe. Het geheel noemde hij zijn langage communicable.

### Composities en invloed
Hij had een bijzondere voorkeur voor de ondes-Martenot, een elektronisch muziekinstrument, een vroege vorm van de synthesizer. Jeanne Loriod, de zuster van Messiaens tweede echtgenote Yvonne Loriod, was een van de bekendste bespelers van dit instrument.
Messiaen heeft veelvuldig gecomponeerd voor groot orkest. Een van zijn belangrijkste werken is de Turangalîla-symfonie (1947-1949), een meditatie over de vreugde van de liefde. De naam komt uit het Sanskriet en betekent zoveel als 'liefdeslied en hymne van vreugde, tijd, beweging, ritme, leven en dood'. Het van levensvreugde overlopende, tiendelige stuk is geschreven voor een orkest uitgebreid met solopiano en ondes-Martenot (die beide een aantal opvallende cadensen spelen), en vereist 8 à 11 slagwerkers.
Het oratorium La Transfiguration de Notre Seigneur Jésus-Christ (1965-1969) wordt uitgevoerd door een zeer groot gemengd koor, circa 100 zangers, zeven instrumentale solisten en een orkest van meer dan honderd man.
Nog omvangrijker is de enige opera die Messiaen geschreven heeft Saint-François d'Assise (1975-1983), die door negen solisten wordt uitgevoerd, begeleid door een honderdkoppig koor en een zeer groot orkest, met als ongewone elementen drie piccolo's, een basklarinet, contrabasklarinet en contrabasfagot, contrabastuba, en drie ondes-Martenot. De rijk van gevarieerde instrumenten voorziene slagwerksectie bestaat uit vijf spelers. De opera behandelt het leven van Franciscus van Assisi na diens bekering. In de structuur zijn twee belangrijke elementen te herkennen: het door Richard Wagner geïntroduceerde Leitmotiv en anderzijds de vogelzang, altijd prominent bij Messiaen aanwezig.

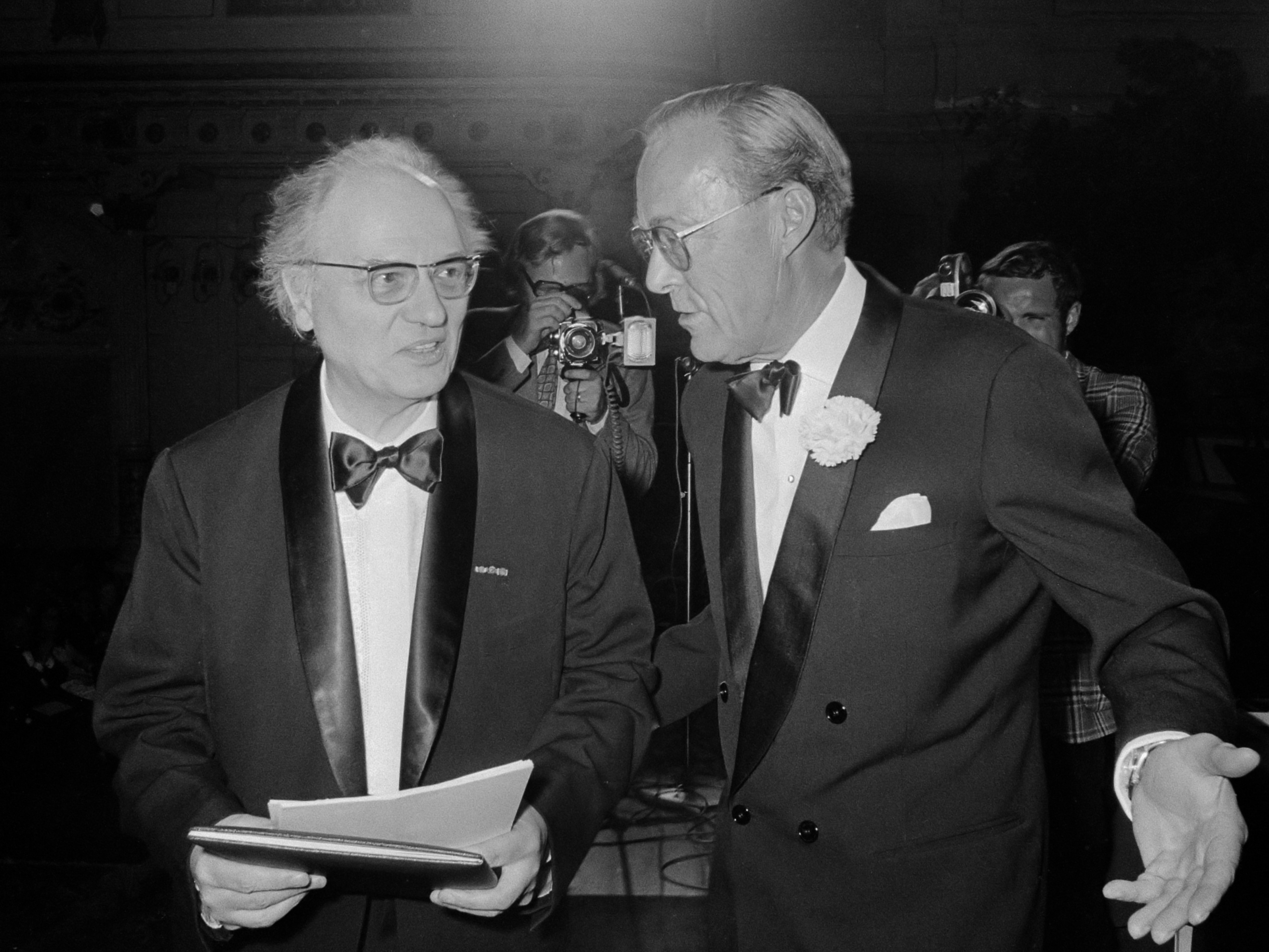
Olivier Messiaen en Prins Bernhard tijdens de uitreiking van de Erasmusprijs (1971)

In 1942 werd Messiaen benoemd tot docent compositie aan het Conservatoire de Paris, waar hij meer dan veertig jaar les gaf. Hij was een geliefde docent, die in zijn muziekanalyseklas studenten uit vele landen onderwees. Tot zijn leerlingen behoorden Pierre Boulez, Iannis Xenakis, Karlheinz Stockhausen, Witold Lutosławski, George Benjamin, Kent Nagano, Toru Takemitsu en Ton de Leeuw. In 1971 werd aan Messiaen de Erasmusprijs uitgereikt. Hij was commandeur van het Franse Legioen van Eer.

## Postuum
In het kader van zijn honderdste geboortejaar is in 2008 in Nederland veel muziek van Messiaen uitgevoerd. In juni van dat jaar waren er in het Amsterdamse Muziektheater opvoeringen van de vijf uur durende opera Saint François d'Assise en in het Concertgebouw van de Turangalîla-symfonie.

## Oeuvrelijst
Vernietigde en verloren gegane werken zijn gemarkeerd met onuitgegeven.

### Orkestwerken
- Le Banquet eucharistique (1927-1928; onuitgegeven)
- Fugue in d (1928; onuitgegeven)
- Simple chant d'une âme (1930)
- Les Offrandes oubliées (1930)
- Le Tombeau resplendissant (1930)
- Hymne (Hymne au Saint-Sacrement) (1932)
- L'Ascension (1932-1933)
- Poèmes pour Mi, voor sopraan en orkest (1937; zie ook 'zang')
- Chants des déportés, voor koor en orkest (1945)
- Turangalîla-symfonie (1946-1948)
- Trois petites liturgies de la Présence Divine, voor vrouwenkoor en orkest (1943-1944)
- Réveil des oiseaux, voor piano en orkest (1952-1953)
- Chronochromie (1959-1960)
- Sept Haï-kaï, voor piano en orkest (1962)
- La ville d'en haut
- La Transfiguration de Notre-Seigneur Jésus-Christ, voor 7 instrumentale solisten, koren en orkest (1965-1969)
- Des Canyons aux étoiles..., voor piano en orkest (1971-1974)
- Un Vitrail et des oiseaux, voor piano en orkest (1987)
- La Ville d'En-Haut, voor piano en orkest (1987)
- Éclairs sur L'Au-delà... (1987-1991)
- Un sourire (1989)
- Concert à quatre, voor solisten en orkest (1990-1991; onvoltooid maar gecompleteerd door Yvonne Loriod)

### Werken voor harmonieorkest
- Oiseaux exotiques, voor piano en harmonieorkest (1956-1958)
- Couleurs de la Cité céleste, voor piano en harmonieorkest (1963)
- Et exspecto resurrectionem mortuorum (1964)

### Orgelmuziek
- Esquisse modale (1927; onuitgegeven)
- Variations écossaises (1928; onuitgegeven)
- Le banquet céleste (1928)
- L'Hôte aimable des âmes (1928; onuitgegeven)
- Offrande au Saint Sacrement (1928-1930)
- Prélude (1929)
- Diptyque (1930)
- Apparition de l'Église éternelle (1932)
- L'Ascension (1933-1934; transcriptie van het orkestwerk. Het derde deel is nieuw gecomponeerd.)
- La Nativité de Seigneur (1935)
- Les Corps glorieux (1939)
- Messe de la Pentecôte (1949-1950)
- Livre d'Orgue (1951)
- Verset pour la fête de la Dédicace (1960)
- Monodie (1963)
- Méditations sur le Mystère de la Sainte Trinité (1969-1972)
- Livre du Saint Sacrement (1984-1985)

### Pianowerken
- La Dame de Shalott (1917; onuitgegeven)
- Huit Préludes (1928-1929)
- La Tristesse d'un grand ciel blanc (1925; onuitgegeven)
- Fantaisie burlesque (1932)
- Pièce pour le tombeau de Paul Dukas (1935)
- Rondeau (1943)
- Visions de l'Amen, voor twee piano's (1943)
- Vingt Regards sur l'Enfant Jésus (1944)
- Cantéyodjâya (1949)
- Quatre études de rythme (1949):
  - Île de Feu I et II
  - Neumes rythmiques
  - Mode de valeurs et d'intensités
- Catalogue d'oiseaux (1956-1958)
- Prélude (1964)
- La Fauvette des jardins (1970)
- Petites Esquisses d'oiseaux (1985)

### Kamermuziek
- Thème et Variations, voor viool en piano (1932)
- Fantaisie, voor viool en piano (1933)
- Fêtes des belles Eaux, voor 6 ondes-Martenot (1937)
- Deux Monodies en quart de ton, voor ondes-Martenot (1938; onuitgegeven)
- Quatuor pour la fin du temps, voor viool, klarinet, cello en piano (1940-1941)
- Musique de scène pour un Œdipe, voor ondes-Martenot (1942; onuitgegeven)
- Quatre feuillets inédits, voor ondes-Martenot en piano (niet gedateerd)
- Le merle noir, voor fluit en piano (1951)
- Pièce, voor piano en strijkkwartet (1991)

### Zang
- Deux Ballades de Villon, voor zang en piano (1921; onuitgegeven)
- Trois mélodies, voor zang en piano (1930)
- La Mort du nombre, voor 2 stemmen, viool en piano (1930)
- Vocalise, voor zang en piano (1935)
- Poèmes pour Mi, liederen voor sopraan en piano (1936; zie ook orkestwerken)
- Chants de terre et ciel, voor sopraan en piano (1938)
- Harawi, voor sopraan en piano (1945)

### Koorwerken
- Messe voor 8 sopranen en 4 violen (1933; onuitgegeven)
- O sacrum Convivium voor koor a capella (1937)
- Chœurs pour une Jeanne d'Arc, voor gemengd koor (1942; onuitgegeven)
- Cinq Rechants, voor 12 gemengde stemmen a capella (1948-1949)

### Opera
- Saint François d'Assise (1975-1983)

### Muziektheoretische werken
- Techniques de mon langage musical, 2 delen, Leduc, Parijs, 1944.
- Les 22 concertos pour piano de Mozart, 1 deel, Séguier, Parijs, 1990.
- Traité de rythme, de couleur et d’ornithologie, 7 delen, Leduc, Parijs, 1949-1992.

## Over Olivier Messiaen
- Harry Halbreich: (2008), L'Oeuvre d'Olivier Messiaen, Parijs, Fayard
- Peter Hill en Nigel Simeone (2005): Messiaen, New Haven en Londen, Yale University Press
- Howard L. Quilling: An Analysis of Olivier Messiaen's "Couleurs de la Cité celeste", Thesis (Ph.D.) University of California, Santa Barbara, 1984. 40 p.

- Bibsys: 90116138
- Biblioteca Nacional de España: XX895871
- Bibliothèque nationale de France: cb138974416 (data)
- Catàleg d'autoritats de noms i títols de Catalunya: 981058521231806706
- CiNii: DA03147581
- Gemeinsame Normdatei: 118832794
- International Standard Name Identifier: 0000 0001 2146 2421
- Library of Congress Control Number: n79091198
- Nationale Bibliotheek van Letland: 000039051
- MusicBrainz: c6e5c5f4-984e-432a-87b8-b6afa288bca1
- Bibliotheek van het Japanse parlement: 00471556
- Nationale Bibliotheek van Tsjechië: jn20000604002
- Nationale bibliotheek van Australië: 35670527
- Nationale Bibliotheek van Israël: 987007265345305171
- Nationale Bibliotheek van Polen: a0000001206147
- Nationale en Universitaire bibliotheek Zagreb: 000244452
- Nederlandse Thesaurus van Auteursnamen: 069178100
- Réseau des bibliothèques de Suisse occidentale: 02-A003587226
- Istituto Centrale per il Catalogo Unico: DDSV001963
- LIBRIS: 222686
- SNAC: w6hm5btg
- Système universitaire de documentation: 027025217
- Trove: 1035504
- Virtual International Authority File: 104038300
- WorldCat: E39PBJpyrQDy4gyjHqDMw7cHG3